# Mariya Tijvinskaya
Mariya Svetovna Tijvinskaya –en ruso, Мария Световна Тихвинская– (Leningrado, 24 de febrero de 1970) es una deportista rusa que compitió en snowboard. Ganó una medalla de plata en el Campeonato Mundial de Snowboard de 1999, en la prueba de campo a través.

## Medallero internacional
| Campeonato Mundial | Campeonato Mundial       | Campeonato Mundial | Campeonato Mundial |
| Año                | Lugar                    | Medalla            | Competición        |
| ------------------ | ------------------------ | ------------------ | ------------------ |
| 1999               | Berchtesgaden (Alemania) | Medalla de plata   | Campo a través     |